# Brauhaus Hirschberg J. B. Prinstner

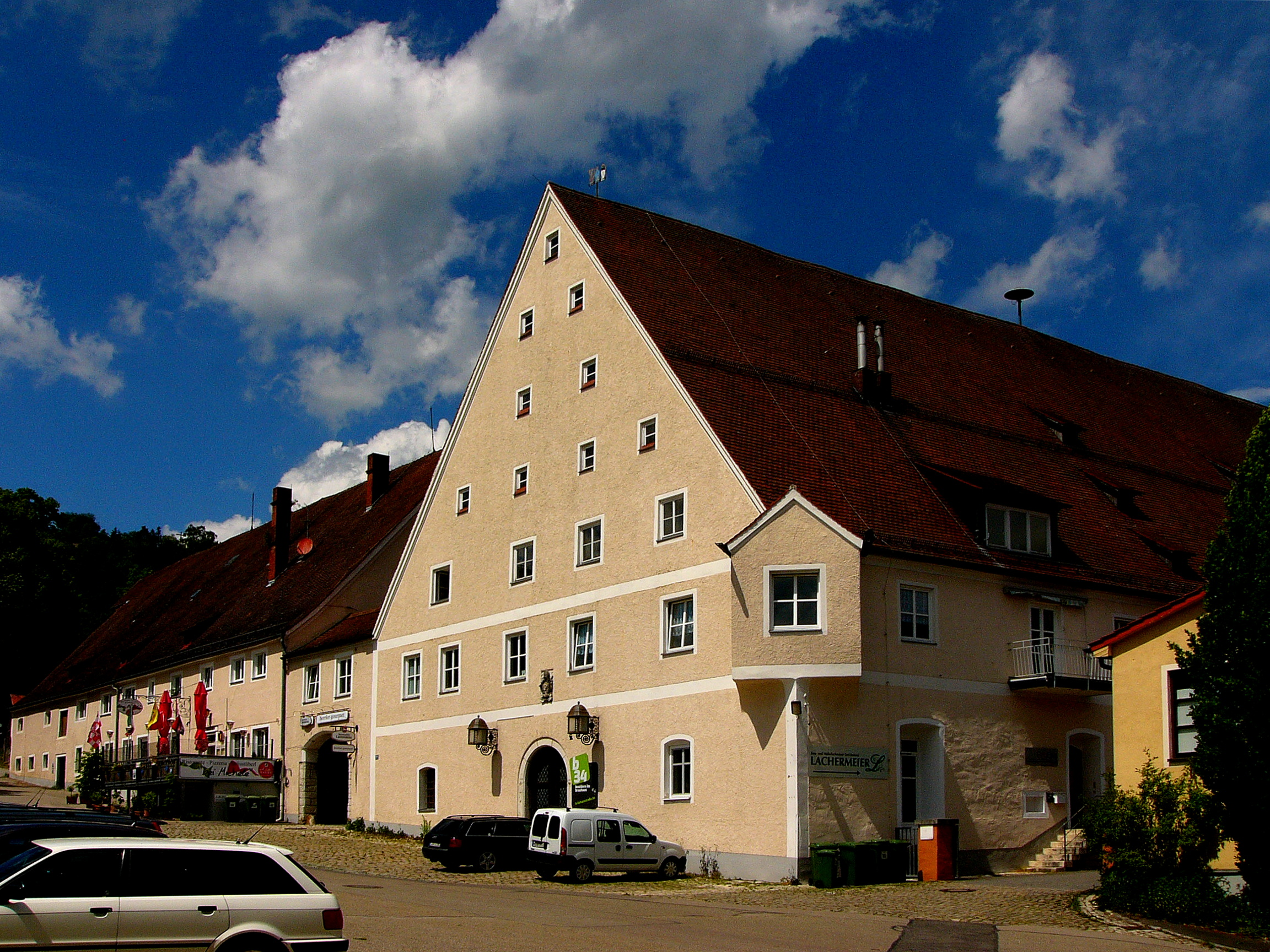
Brauereigebäude in der Bräuhausstraße

Die Brauhaus Hirschberg J. B. Prinstner ist eine ehemalige Brauerei in Beilngries, Oberbayern.

## Geschichte
Die Brauerei wurde 1678 anstelle einer abgebrannten Brauerei am Schloss Hirschberg am Fuß des Berges errichtet. 1803 ging die Brauerei mit den anderen Besitzungen des Fürstbischofs an das Kurfürstentum Bayern. 1805 kam die Brauerei mit Beilngries in den Besitz von Großherzog Ferdinand III. und ging 1812 zurück an das Königreich Bayern. 1817 ging sie an das Fürstentum Leuchtenberg und 1852 erneut an das Königreich Bayern zurück. 1855 kaufte J. B. Prinster die Brauerei. 1921 folgten diesem Heinrich und Max Prinstner nach. 1937 war Max Prinstner alleiniger Besitzer. 1978 erbten Jordan und Rose die Brauerei und wandelten sie in die Altmühl-Bräu J. P. Prinster GmbH. 1980 wurde der Braubetrieb eingestellt.
1888 kauft die Brauerei die Kratzmühle und nutzte sie ab 1896 für die Erzeugung von Strom durch Wasserkraft. 1982 wurde sie in die Brauhaus Altmühltal GmbH umbenannt. 1980 oder 1982 wurde die Brauerei durch die Brau AG, die heutige Tucher-Bräu, übernommen.